# Rulon Gardner
Rulon Gardner, född 16 augusti 1971 i Afton, Wyoming, är en amerikansk före detta tungviktsbrottare. I OS-finalen 2000 besegrade han den sedan 13 år obesegrade ryssen Aleksandr Karelin.